# Мичималонко
Мичималонко (исп. Michimalonco, 1500, долина реки Аконкагуа — около 1550, юг Чили) — вождь арауканов XVI века. Известен в участии в нескольких конфликтах с испанскими завоевателями.
В некоторых источниках его имя пишется как Michima Lonco. Lonco (longko) на языке мапуче означает «голова» или «вождь». «Мичи» означает «чужой» или «кошка» на кечуанском наречии.
Мичималонко был сыном вождя пикунче. Родился приблизительно в 1500 году в долине реки Аконкагуа. Вместе со своим братом Транголонко стал куракой под началом инкского губернатора Киликанты. В 1533 году Мичималонко приветствовал первого испанца, прибывшего в центральную Чили — Гонсало Кальво де Барриентоса, покинувшего Франсиско Писарро, который приказал высечь его в наказание за воровство. Узнав от него об испанском завоевании Перу и падении империи инков, Мичималонко добился независимости от местного наместника инков.
Мичималонко участвовал в битвах против испанского завоевания Чили практически с начала Арауканской войны. Он возглавлял мапуче в битвах при Аконкагуа и на реке Мапочо в январе 1541 года. Тогда войскам Педро де Вальдивии удалось отбить нападения индейцев. 11 сентября того же года Мичималонко напал на Сантьяго-де-Нуэва-Экстремадура. Хотя испанцам и удалось отбить натиск, город был практически уничтожен. В августе 1544 года у реки Лимари Мичималонко разбил отряд испанцев, но скрылся со своими воинами от пришедшего на помощь войска де Вальдивии.
После этого Мичималонко несколько лет жил в Куйо. В последние годы он стал призывать к миру с испанцами. В 1550 году в битву у реки Андалиен его войска участвовали на стороне де Вальдивии. В 1550 году Мичималонко был убит в районе реки Био-Био отрядом Херонимо де Альдерете.